# Biskupiec (stad)
Biskupiec (Duits: Bischofsburg) (uitspraakⓘ) is een stad in het Poolse woiwodschap Ermland-Mazurië, gelegen in de powiat Olsztyński en gemeente Biskupiec. De oppervlakte bedraagt 5 km², het inwonertal 10.343 (2005).

## Geschiedenis
Het dorpje Bischofsburg ontstond op de handelsweg tussen Koningsbergen en Warschau, vermoedelijk aan het einde van de 13de eeuw of het begin van de 14de eeuw. Aan het einde van de 14de eeuw kreeg het dorpje stadsrechten. Tijdens de Dertienjarige Oorlog werd het stadje volledig verwoest. Bij de Tweede Vrede van Thorn werd besloten dat Ermland, waartoe Bischofsburg behoorde vanaf nu onder Poolse bestuur kwam te staan. In 1505 leed de stad opnieuw grote schade na een stadsbrand. Hierna kwam er een stabielere periode en vanaf 1571 kreeg de stad een wekelijkse markt. Tijdens de Noordse Oorlog ging de stad in 1659 opnieuw in de vlammen op en in 1692 opnieuw in een stadsbrand. In 1709-1710 viel de stad ten prooi aan de pest, die de stad danig uitdunde. 
Bij de eerste Poolse deling kwam Ermland toe aan het koninkrijk Pruisen. In dit jaar bedroeg de bevolking van de stad 1064 inwoners. Eind achttiende eeuw was de stad een regionaal zwaartepunt inzake handel en verkeer, voornamelijk door de verbouwing van vlas. In 1875 telde de stad 3730 inwoners. In 1898 kreeg de stad een eigen treinstation op de lijn Zinten-Rudczanny. 
Bij het begin van de Eerste Wereldoorlog telde de stad 5.000 inwoners. Van 24 tot 27 augustus 1914 werd de stad door Russische troepen bezet en vielen er zeven doden en werden negen huizen verwoest. Dat was relatief licht, vergeleken bij hoe de Russen gewoonlijk huis hielden in veroverde steden. Wel kwamen 186 Duitse soldaten van het nabijgelegen garnizoen om en na de oorlog werd het garnizoen opgeheven. Na de oorlog kwam er een referendum in het gebied waarin de bevolking kon kiezen voor een verblijf in Duitsland of aanhechting aan Polen. Met een overweldigende meerderheid van meer dan 97% koos de bevolking voor verblijf in Duitsland. In de volgende jaren vestigden zich vele verdreven mensen uit aan Polen toebedeelde West-Pruisen in de stad, waardoor er 488 huizen bijgebouwd werden, ondanks de slechte economische situatie. 
Net voor het uitbreken van de Tweede Wereldoorlog telde de stad 8468 inwoners. Aan het einde van de oorlog werd de stad door de Sovjet-Unie gebombardeerd op 20 januari 1945 waarbij 34 inwoners om het leven kwamen. Op Duits bevel werd de stad hierop geëvacueerd. Kort daarop werd de stad door het Rode leger ingenomen. Na de oorlog werd Oost-Pruisen verdeeld onder Polen en de Sovjet-Unie en Bischofsburg nam zo de naam Biskupiec aan. Voor zover nog niet gevlucht, werd de Duitse bevolking verdreven.

## Verkeer en vervoer
- Station Biskupiec Reszelski

## Geboren in Biskupiec
- Hans Woellke (1911-1943), Duits atleet
- Szymon Rekita (1994), Pools wielrenner